# Nisses Nötter

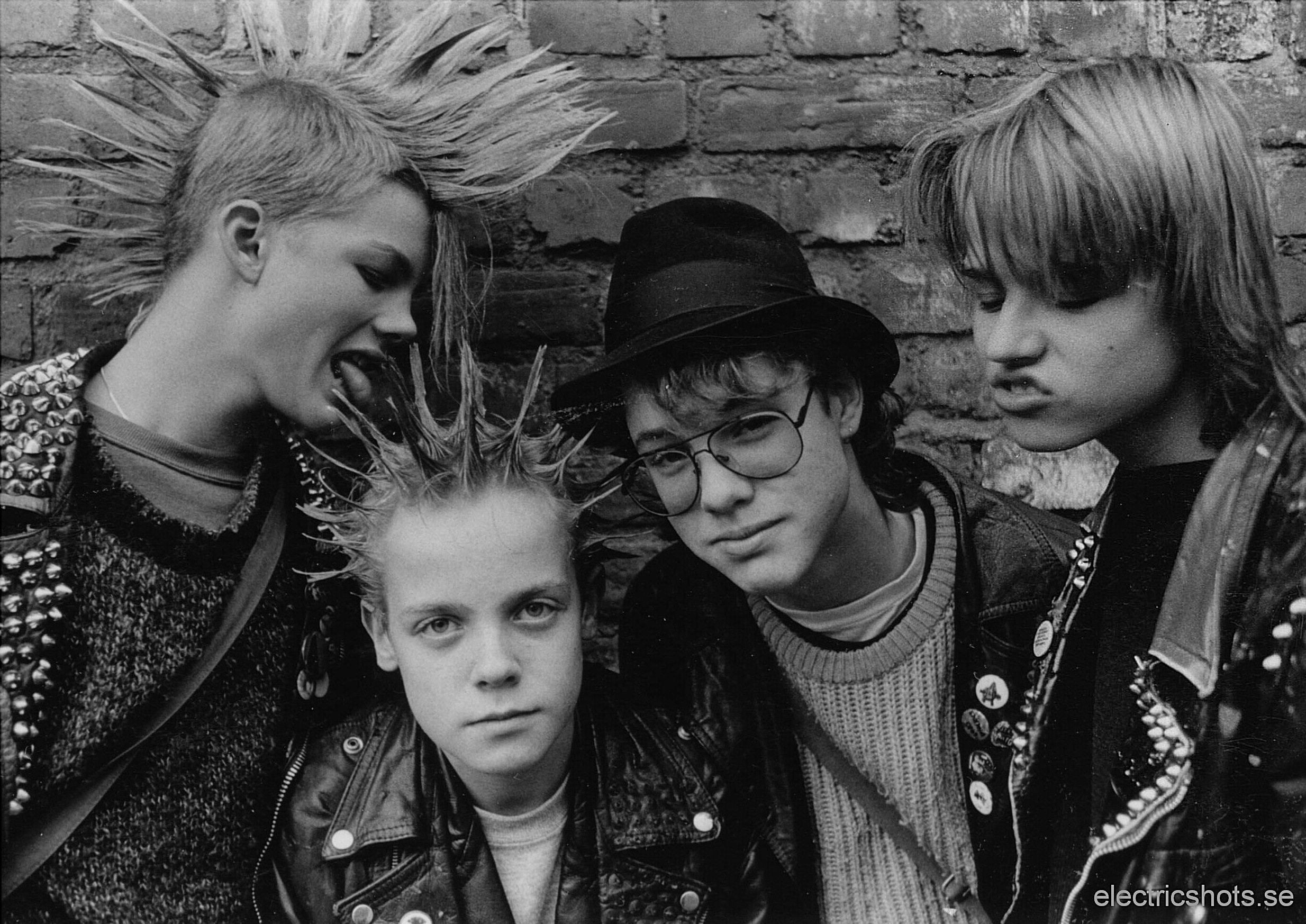
Nisses Nötter år 1984. Från vänster: Hans Wilholm, Tommie Liekola, Nico Bergling och Hansi Baumgartner.

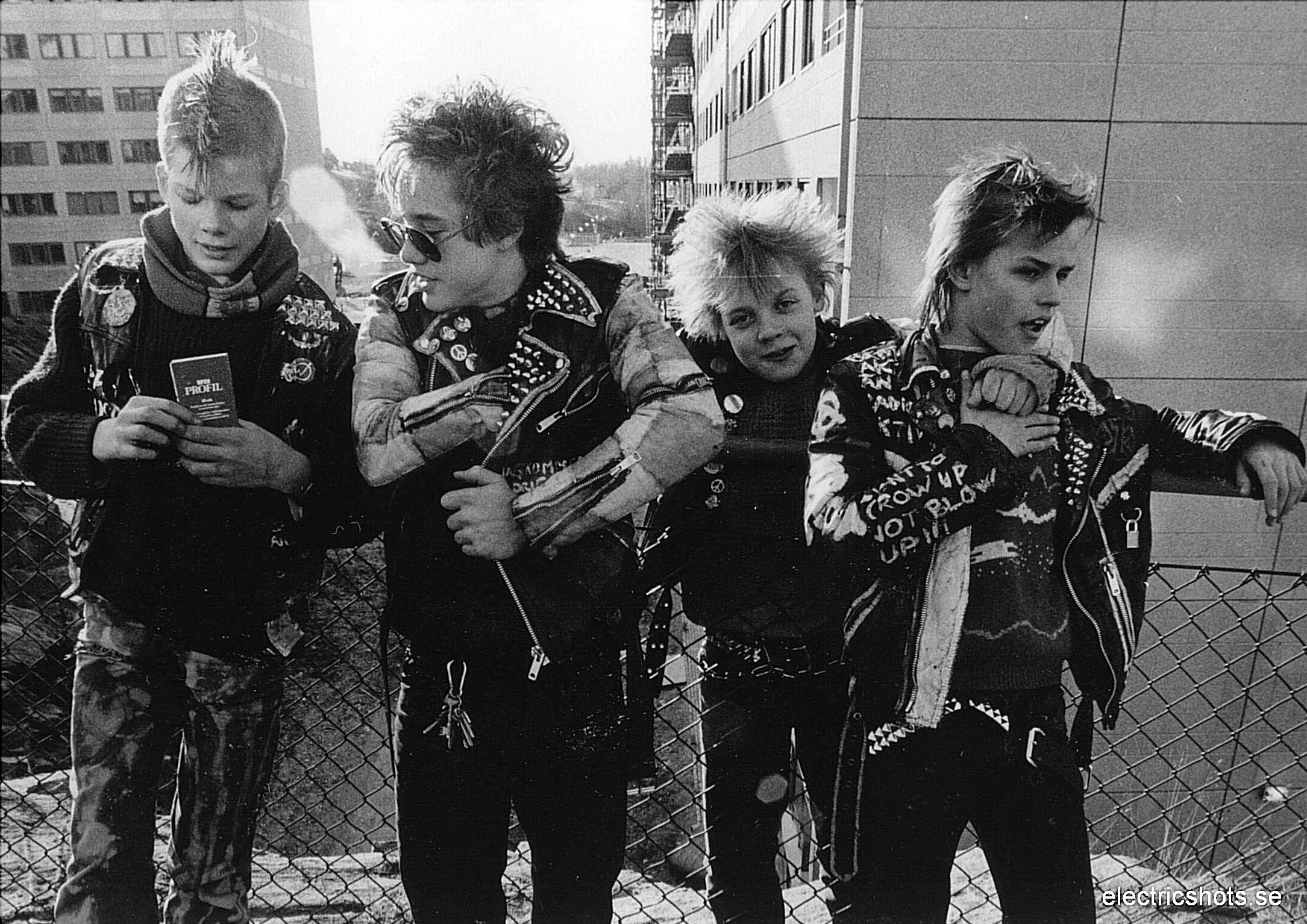
Nisses Nötter år 1984 i Hammarkullen.

Nisses Nötter är ett punkband från Hammarkullen, en förort till Göteborg. Bandet blev känt på grund av medlemmarnas låga ålder; de var 12–13 år. Nisses Nötter var aktiva under åren 1982–1985 samt 1993 och återuppstod 2008 med en ny CD-/vinylskiva, Hammerhill Holocaust 83–85.

## Diskografi
- 1984 – Knäckta nötter (Ägg Tapes)
  1. Det är krig
  2. Fel
  3. Pissefjång
  4. Generaler
  5. Jag vill inte dö i något kärnvapenkrig
  6. Nisses Nötter
  7. Kungen
  8. Fred
  9. Krigets tyranni
  10. Krossa N.R.P.
  11. Död & pina
  12. Regeringen
- 1984 – Äggröra 3 (samlingskassett) (Ägg Tapes)
- 1985 – Live at replokalen (demokassett)
- 1993 – Gbg Hardcore Punk 81–85 (samlings-CD)
- 2008 – Hammerhill Holocaust 83–85 (CD, LP) (Farmhouse Records FH019)
- 2012 – Knäckta nötter (kassett) (Black Konflik Records BKR059)
- 2020 – Det är krig (LP) (Puke n Vomit Records PNV 101)

## Medlemmar
- Nico Bergling – sång
- Hansi Baumgartner – gitarr
- Tommie Liekola – bas
- Hans Wilholm – trummor
- Paul Vahala – bas